# Roger C. Field
Roger C. Field (ur. 31 lipca 1945 w Londynie) – brytyjski projektant przemysłowy i wynalazca z ponad 100 patentami, a także gitarzysta.

## Życie i praca
Field dorastał w Londynie, Canterbury i Szwajcarii. Uczęszczał do internatowych szkół „The King’s School” w Canterbury i „Aiglon College” w Villars-sur-Ollon. W roku 1965 wyjechał do Kalifornii, gdzie podjął studia wzornictwa przemysłowego otrzymując potem dyplom California College of the Arts. W roku 1972 przybył do Niemiec.
Field jest również znany jako gitarzysta, grał m.in. z Chet Atkins, z którym był zaprzyjaźniony, oraz z Merle Travis.
Jego najbardziej znanym wynalazkiem jest Foldaxe, czyli składana gitara elektryczna, którą zbudował dla Chet Atkins.  Można ją zobaczyć w książce Atkins „Me and My Guitars”. W dniu 30 września 1987 wziął jedną ze swoich gitar Foldaxe do samolotu Concorde i zagrał tam na niej piosenkę „Mr. Sandman”  - jako happening reklamowy "przez barierę dźwięku".  Za  gitarę Field otrzymał ważną nagrodę designerską („Designer's Choice Award”) w Stanach Zjednoczonych. W związku z tym także Raymond Loewy przysłał mu pisemne gratulacje.
Field uwiecznił na zdjęciach wiele osobistości z gitarą Foldaxe, w tym Keith Richards, Sir Mick Jagger, Sir Paul McCartney, Hank Marvin, David Copperfield i Eric Clapton.  Dał się również sfotografować z Woody Allen i Sir Peter Ustinov.  Dzięki jego staraniom udało się osiągnąć zakończenie trwającej ponad 10 lat kłótni pomiędzy Hank Marvin i Bruce Welch, przez co doszło do zainicjowania przez nich pożegnalnej tournée ich starej grupy „The Shadows” po Wielkiej Brytanii (2004) i po Europie (2005).
To właśnie dla niego Marcel Dadi skomponował swoją piosenkę „Roger Chesterfield” (CD Guitar Legend Volume 1).